# Stockanäs naturreservat
Stockanäs naturreservat är ett naturreservat i Älmhults kommun i Kronobergs län.
Reservatet är skyddat sedan 2009 och omfattar drygt 16 hektar. Det är beläget nära sjön Möckelns östra sida, söder om Stenbrohult och Stenbrohults kyrka. Området utgörs av gammal blandskog av tall, björk, bok, ek, asp, gran, lind, hassel samt tidigare åker och ängsmark.